# Algama
Die Algama (russisch Алгама, auch Algoma, Алгома) ist ein rechter Nebenfluss des Gonam im Südosten der Republik Sacha in Ostsibirien.
Die Algama entspringt am Nordhang des Stanowoigebirges. Von dort fließt sie zuerst in östlicher Richtung, wendet sich dann aber nach Nordosten. Sie windet sich dabei durch das Aldanhochland. Die Algama mündet schließlich in den Gonam, 3,5 km vor dessen Mündung in den Utschur. Die letzten Kilometer vor ihrer Mündung bildet die Algama die Grenze zur Region Chabarowsk. Die Algama hat eine Länge von 426 km. Ihr Einzugsgebiet umfasst 21500 km². Ihr größter Nebenfluss ist der Idjum, der bei Flusskilometer 47 von rechts in die Algama mündet.